# 藤沢市女子高生殺害事件
藤沢市女子高生殺害事件（ふじさわし じょしこうせいさつがいじけん）は、1967年（昭和42年）1月13日に神奈川県藤沢市藤沢（現：藤沢市本藤沢一丁目13番付近）で発生した強姦致死・殺人・死体遺棄事件である。帰宅途中の女子高生が労務者の男に強姦・扼殺され、遺体は荒れ地に埋められた。
加害者の男S（事件当時25歳）は本事件以前にも強盗強姦などで懲役刑（不定期刑）に処された前科があり、第一審・横浜地裁 (1969) で無期懲役を、控訴審・東京高裁 (1971) で死刑を言い渡され、1972年（昭和47年）に最高裁で死刑判決が確定。1982年（昭和57年）11月25日に東京拘置所で死刑（絞首刑）を執行されたが、死刑囚Sは死刑執行を告げられた際に激しく抵抗した。
被告人Sに無期懲役を言い渡した横浜地裁 (1969) は判決理由で、本事件について「下校途中の女子高生に対する凶悪犯罪として地域住民を恐怖に陥れたほか、学校生徒・教育関係者・同様の子女を有する一般家庭をも不安に陥れるなど、社会的にも多大の影響を与えた」と指摘している。

## 犯人S
本事件の犯人（加害者）である男S・T（事件当時25歳の労務者、以下「S」と表記）は1941年（昭和16年）7月10日生まれ（出身地：岩手県西磐井郡花泉町大字永井字東狼ノ沢、現在の一関市）。刑事裁判で死刑が確定し、1982年11月25日に収監先・東京拘置所で死刑を執行された（41歳没）。
Sは本籍地で農家の長男として生まれたが、父親は頑固・短気でかつ吝嗇とも言うべきほどに家族を極力農作業に従事させ、もっぱら稼ぎに意を用いていた。そのような父の専横の下、家庭内には家族団欒の雰囲気はなく、長男だったSは小学校高学年になって以来、父の恣意のままにしばしば農作業のため学校を早退または休ませられ、学用品も十分与えられず、農業手伝いをしないと手荒い仕打ちをされるような家庭で生育した。家の生活はあまり楽ではなく、S本人も永井中学校時代から非行の傾向があった。
1956年（昭和31年）3月に中学校を卒業後、力士になろうとして郷里出身の及川を頼って上京し、海産物問屋の店員をしていたこともあったが、身長不足のため結局は弟子入りできなかった。その後は郷里で家業の家事手伝いをしたり、土工・炭鉱夫などをして過ごしたが、1957年（昭和32年）には窃盗で検挙された。1958年（昭和33年）1月に岩手県一関市で強盗・婦女暴行致傷事件を起こして盛岡で逮捕され、同年12月3日には盛岡地方裁判所一関支部で窃盗・傷害罪・強盗強姦により、懲役5年以上10年以下の刑（不定期刑）に処された。
1966年（昭和41年）9月20日に仮出獄を許され、山形刑務所を出所。出所後はいったん郷里に戻ったが、父と折り合わず、神奈川県川崎市にあった建設会社（後に藤沢市へ移転）の飯場Xで土工として働いていた。それ以来、Sは逮捕までほとんど実家には寄り付かなかった。その後、Sの更生を案じた従兄の甲（横浜市内で寿司屋を経営）から同店の店員として働くよう勧められ、1966年12月30日より同店の住み込み店員として働くようになった。しかし同店での生活には容易に馴染めず、自己に前科があったことから周囲に負い目を感じていたところ、事件前日（1967年1月12日）には寿司飯を炊き損じた。その際に甲の妻が取った言動を邪推し、「このような失敗をし、前科者でもある自分は迷惑がられている」と一層僻み込み、同夜には店を飛び出して、藤沢市石名坂6019番地所在の飯場Xへ行って泊まり、再び飯場Xの土工として働くようになった。

## 被害者A
被害者の女子高生A（事件当時19歳：神奈川県立湘南高等学校定時制4年生）は、兄弟が多く（兄と姉が1人ずつ、弟3人）、家もあまり裕福ではなかったため、中学卒業直後から働き始め、1965年（昭和40年）から事件当時まで、藤沢市立明治中学校の事務員（PTA事務係）を務めていた。その傍ら、定時制高校に通いつつ、「心の豊かな女性になりたい」と文芸部に入って読書や詩作に励んでいた。Aは事件当日（1967年1月13日）21時まで授業を受け、業後の打ち合わせ会に出席したが、約20分後（21時20分ごろ）に会議の途中で帰宅していた。Aは生前、クラブ活動や会合のために下校が終業時（20時50分）より遅れる場合はタクシーで帰宅していたが、事件当日は徒歩で帰宅した。その理由について『女性自身』は、当日はタクシーが見つからず、そのような場合にAを迎えに行っていた長兄（当時26歳）も遅くまで働いていたためと述べている。

## 事件の経緯
事件当日（1967年1月13日）、Sは昼前ごろから藤沢駅付近に赴いて作業ズボンを買い求め、映画を見るなどして時間を潰したのち、飯場Xへ向かって徒歩で帰宅しようとしていたところ、藤沢市藤沢5961番地付近の路上で、帰宅途中のAを認めた。
SはAに「今晩は寒いですね」などと声を掛けたが、Aから「寒いのは当たり前じゃないの」などと言われて逃げられた。これを「愚弄された」と感じたSはカッとなり、その仕返しのためAを追いかけたが、付近は暗くて人通りも少なく、両側は田んぼで人家も離れていたため、「この際、Aを強姦してしまおう」と決意。背後からAの肩を掴み、悲鳴を上げたAの口を手で塞ぎ、首を腕で絞め上げ、逃げようとして暴れるAと揉み合いながらともども道路（土手状）下に転落した。しかしAが再び悲鳴を上げたため、Sは通行人に聞きとがめられることを恐れ、Aの口を手で塞いだが、必死に抵抗された。
そこでSは「Aを死に致してもやむを得ない」と決意し、両手でAの首を強く絞めて失神させた上で、Aのパンティを引き裂き、処女だったAを強姦した。Sはその場を立ち去ろうとしたが、Aが蘇生して叫び声を上げたため、通行人に聞きとがめられることを恐れてすぐにAの口を塞いだ。そして、首尾よく逃走するため「Aを死に致してもやむを得ない」と決意し、両手で首を強く絞め続けてAを殺害した（死因：窒息死）。その直後、Sは飯場に帰ろうとしていったん道路上まで上がったが、再びAのところに戻って死亡を確認し、死体を埋めるため急いで飯場に戻った。そして飯場から工事用スコップを持ち出し、死体が放置されていた犯行現場へ引き返すと、死体を肩に担いで崖下の荒れ地（藤沢市藤沢6034番地付近）まで運搬した。そしてその場にスコップで穴を掘り、Aの死体を穴に入れ、その上に土砂を被せて埋めた。

## 逮捕まで
犯行後、Sは従兄である甲の許（横浜市戸塚区）を訪れ、甲から自首を勧められたが、それを拒否し、「現場には（犯行の）証拠になるものは何も残していないから捕まらない。自分は、どうせ捕まれば最高の刑を受けるに決まっているから、もう少し逃げたい。時効は何年だ。」などと言って甲の許を去った。その後、Sは宿舎に戻り、友人のジャンパーを借りて、翌日（1月15日）は同僚と近くの公衆浴場に行ったが、それ以降は逮捕まで行方を晦ましていた。甲は当初、翌15日の新聞に殺人の記事が載っていなかったことから、Sの話を真に受けてはいなかった。
事件翌日（1月14日）13時30分ごろ、娘の安否を心配していたAの母親が自宅（藤沢市藤沢5115番地）から約70 m離れた市道の「石名坂」近くで、娘が失踪当日に履いていった靴1足を見つけ、同日午後には父親が、藤沢警察署（神奈川県警察）に捜索願を出した。これを受け、藤沢署は翌15日にA宅付近の山中を捜索したが、手掛かりは得られなかった。また、極秘裏に聞き込み捜査をしていたが、事件3日後の1月16日には県警捜査一課の応援を受け、公開捜査に乗り出した。しかし1月17日午後、横浜市戸塚区内在住の人物（先述の従兄・甲）が神奈川県警へ「従弟のSが『13日夜、藤沢市内で女性を殺して埋めた』と言うので自首を勧めたが、そのまま行方をくらました」と届け出た。
このため、藤沢署が県警捜査一課・鑑識課の応援を受け、同日18時ごろからA宅周辺を捜索したところ、22時過ぎになってA宅西方の宅地造成現場付近で被害者Aの遺体を発見した。一方で県警は、親戚に殺人を告白したSには事件当日（13日夜）のアリバイがなかったことに加え、過去に強盗暴行致傷などの前科があったため、Sを犯人と断定。県警は藤沢署に捜査本部を設置し、Sを殺人・死体遺棄容疑で全国に指名手配したが、Sは翌日未明（1月18日3時30分ごろ）になって甲とは別の従兄弟・乙の家（横浜市鶴見区下末吉町）に現れたところ、張り込み中の捜査員に逮捕された。逮捕後、Sは同日4時50分に藤沢署へ身柄を移され、翌日（1月19日）に横浜地方検察庁へ婦女暴行・殺人・死体遺棄容疑で身柄送検された。
Sは犯行を自供した後、被害者遺族への謝罪の弁を述べたが、その後も捜査官や横浜地方裁判所に対し犯行の経緯・模様を供述するにあたり若干消極的・回避的な態度が見られた。

## 刑事裁判

### 争点

#### 検察官の主張
- Sの犯意について

公訴事実で強姦行為・殺害行為とも確定的な犯意があった旨を主張。
「SはAを見て俄かに劣情を催し、背後からAに襲い掛かって揉み合いの末に道路脇土手下へ転落した。しかしAの抵抗が激しかったため、『Aを死なせてでも情欲を遂げよう』と考え、首を絞めてAを人事不省に陥れた上で強姦し、再び首を強く絞めて殺害した」。
控訴趣意書において、強姦については争わなかったが、殺人については「原裁判所（横浜地裁）で取り調べた証拠により、犯行当時のSの心情・首を絞める方法やそこまでの経緯・犯行後の状況などに照らし、確定的殺意を持って実行したことは明らか」と事実誤認を主張。
- 量刑について

死刑を求刑。第一審判決に対し「無期懲役の量刑は軽すぎる」として控訴。

#### 横浜地裁 (1969) の判断
- 強姦の犯意について

「強姦は偶発的な犯意によるもの」と認定。
「強姦行為は被害者Aを認めた当初から考え、被害者Aをつけ狙った末に実行されたものでなく、当初は被告人SがAに声をかけたところ、Aが口答えをして逃げ出したことに憤慨し、その仕返しのため追いかけたが、付近が暗く人通りも殆んどなく、周囲も田圃で人家からもやや離れていたところから、情欲を遂げんと強姦を決意し被害者を襲った」
- 殺人の犯意について

「殺人は未必的故意に基づく犯行」と認定。
「殺害行為も強姦に際して敢行されたものではあるが、Aに襲い掛かった時から殺意を抱いていたわけではない。殺害の内容も『殺害した上で強姦しよう』といった積極的・意欲的なものではなく、Aが悲鳴を上げた事で通行人に聞きとがめられることを恐れ、『（Aが）死んでも構わない』と両手で強く首を絞めて人事不省に陥らせ、失神したAを強姦した。その直後に立ち去る際、Aが蘇生して突如叫び声を上げたことに驚いたSは、通行人に発覚されることなく首尾よく逃走するため、再び『Aが死んでも構わない』と思いながら気絶させる目的で首を絞めたが、Aは強く首を絞められたことで窒息死した」
- 量刑について

無期懲役刑を選択。
「犯行動機に酌量の余地はなく、Sの犯罪的性格も強固。検察官の死刑求刑も頷ける」とした一方、犯行が偶発的で計画性に乏しい点、Sの不遇な生い立ちや仮出所 - 本事件の間に更生しようと努力していた点、犯行後に創価学会に帰依して信心を深めている点などから「更生のための最後の機会を与えるのが相当」と指摘。

#### 東京高裁 (1971)の判断
- 殺人の犯意について

「Sの供述調書や犯行時の経緯などの事実関係の下では、確定的な殺意を有した上で再びAの首を強く絞め、Aを殺害したことは否定できない」と指摘したが、「本件のような犯行で、Sについて『2回とも未必の故意』と認定するか、『2回目は確定的故意』と認定するかはかなり微妙なものがある。同一段階の責任形式を構成する両者について、その概念上の差異を重視することは必ずしも適当ではない」と指摘し、「仮に本事件で確定的な殺意があった（＝第一審は事実誤認）としても、本件のような事案では判決に影響を及ぼすほど明らかな事実誤認ではない」と指摘。
その上で「『AがSに口答えし、それに逆上したSが仕返しのためAを追いかけた』という事実（事実甲）をSの（捜査段階及び第一審公判での）供述のみで認定することには多大な疑問があり、その点は信用できない。その点に照らせば原判決には事実誤認の廉（かど）があるが、その誤認はSが強姦致死・殺人の犯意を抱くに至った経緯・動機に過ぎず、仮に（事実甲）を除外して考えれば、除外しなかった場合（原判決の判断）より多少は犯情の重いものが認められるが、判決に影響をおよぼすことが明らかなほどの相違とは言えない」と指摘し、「原判決の認定した事実に誤認はない」として検察官の論旨を退けた。
- 量刑について

死刑を選択。
被告人Sに強盗強姦など前科がある点や、犯行の残忍さ・身勝手さに加え、従兄（甲）から自首を勧められても拒否したり、第一審で死刑を求刑されてから無罪を主張するなど供述を転々と変化させ、改悛の情がないことなどを指摘。

### 第一審
被告人Sは横浜地方裁判所で開かれた第一審の公判にて、当初は強姦致死・殺人の事実について殺意のみを否認していた。1968年（昭和44年）2月2日に横浜地裁（大中俊夫裁判長）で論告求刑公判が開かれ、検察官（池之内顕二検事）は「犯行は極めて大胆・計画的なもので、社会に与えた影響も大きい」として、被告人Sに死刑を求刑した。
公判はその論告求刑（第9回公判）でいったん結審し、同年3月18日に判決公判が予定されていたが、Sはその数日後、面会に訪れた弁護人の永峯重夫に対し、「事件当時、自分は被害者Aと同じ道ではなく、そこから約400 m離れた別の道を同僚とともに2人で通った」と供述。このため、永峯の申し入れで1968年3月18日の判決宣告は見送られ、公判は事実関係の再調査からやり直されることとなった。同年5月13日に横浜地裁（赤穂三郎裁判長）でやり直し第1回公判が開かれたが、Sは罪状認否で「Aを殺したことも、死体を埋めた覚えもない。自分は本事件には全く無関係だ」と述べ、それまでの供述を全面的に翻した。
その後、Sは1968年暮れの公判における被告人質問で、再び犯行事実を認めた上で、いったん供述を翻した理由については「死刑求刑に怖くなり、嘘を言った」と述べた。1969年（昭和44年）1月30日に横浜地裁で論告求刑公判が開かれ、滝沢直人検事（横浜地方検察庁）は「被告人Sが供述を翻したのは、死刑求刑に怯えた悪あがきに過ぎない」として、被告人Sに改めて死刑を求刑した。一方、弁護人（寒河江晃）は最終弁論で殺害の計画性および殺意を否認し、死刑回避を訴えたほか、被告人Sは最終意見陳述で被害者Aの遺族に対する謝罪の言葉を述べた。

#### 第一審判決
1969年3月18日に横浜地裁第3刑事部（赤穂三郎裁判長）は被告人Sを無期懲役とする判決を言い渡した。
横浜地裁 (1969) は判決理由で「犯行は残忍かつ悪質で、動機は極めて身勝手。被告人Sは窃盗・傷害・強盗強姦罪で長期不定期刑に処され、相当期間刑に服したにも拘らず、仮釈放から4か月足らずで本件犯行に及んでおり、反社会的犯罪的性格は相当強固だ。また公判でも死刑求刑後に再開続行された公判で供述を転々とさせるなど、心からの悔悟の情は必ずしも顕著とは認められず、死刑適用を求める検察官の主張も頷けないものではない」と指摘した。しかし、その一方で「強姦行為は被害者Aを認めた当初から意図し、Aをつけ狙った末に実行したのではなく、偶発的な犯意に基づく犯行だ。また殺害行為も未必的な殺意に基づくもので、死体遺棄も犯跡隠蔽のため思いついたものであり、あらかじめ予想したり、予想の許に考えを立てて実行した予謀ないし計画的な犯行ではなく、本件犯行自体極刑をもって臨む以外に道の無いほどのものとは言い難い。情愛に恵まれなかった幼少期が僻んだ易刺激的性格形成に影響したことや、仮出所後に短期間とはいえSなりに更生の意欲を持って農業に従事したり、従兄（甲）の経営する寿司屋で働いたりして更生の努力をしていたこと、犯行後に帰依した創価学会の教えの下に次第に信心を深め、現在はSなりに相当悔悟していることも伺われる。そのような事実も考慮すれば、Sの反社会的・犯罪的性格も未だ矯正不能とは認めがたい」と指摘し、「諸般の情状を総合して慎重に検討すれば、本件犯罪自体は憎んであまりあり、被害者や遺族に対する深い同情の念を禁じ得ないが、Sに対しては無期懲役刑を選択して更生のための最後の機会を与えるのが相当であると信ずる」と結論付けた。
同種事件における量刑は無期懲役判決が一般的で（後述）、本事件も第一審では死刑適用は回避される結果となった。横浜地検は量刑不当を訴え、同年4月1日付で東京高等裁判所へ控訴した。大塚公子 (1997) は、横浜地検が控訴した理由として、被告人Sが捜査段階における供述を公判で否定して供述を変遷させたことが、検察側の心証を著しく損ねたためと考察している。

### 上訴審
1971年（昭和46年）11月8日に控訴審判決公判が開かれ、東京高裁刑事第5部（吉川由己夫裁判長）は第一審の無期懲役判決を破棄自判し、被告人Sに死刑判決を言い渡した。東京高裁 (1971) は判決理由で、「犯行動機には酌量の余地はなく、犯行の手段・方法も極めて残虐・執拗かつ大胆不敵で、天人とも許すことができないものといわなければならない。被告人Sは従兄（甲）から自首を勧められても拒否したり、公判で供述を転々と変化させるなど、いささかも改悛の情がない。これはS自身の自己中心的・反社会的性格の所産と認められる。原判決（横浜地裁）が事ここに出ないで、被告人Sを無期懲役に処したのは、本件犯行の動機、罪質、態様および結果の重大性などに対する考慮を欠いたために、その量刑を誤ったものと言わなければならない。」と指摘し、「本件犯罪が社会に与えた深刻重大な影響など、諸般の情状を十分に勘案し、慎重に考慮を重ねても、被告人Sには極刑をもって臨むべきだ」と結論づけた。
被告人Sは最高裁判所へ上告したが、1972年（昭和47年）7月18日、最高裁第三小法廷（田中二郎裁判長）で上告棄却の判決を受けた。判決訂正申立も同年10月26日付の同小法廷決定によって棄却され、Sの死刑が確定した。

## 死刑執行
死刑囚Sは死刑確定後も刑に納得せず、再三にわたって再審請求を繰り返し、教誨師の教えにも耳を貸さなかった。しかし死刑確定から約10年4か月後、Sは1982年（昭和57年）11月25日に収監先・東京拘置所で死刑を執行された（41歳没）。
勢藤修三 (1983) ・大塚公子 (1997) はそれぞれ、Sが同日に死刑執行を宣告されて荒れ狂い、「自分は今、再審の手続きをしようとしていた。なぜ今（死刑を）執行するのだ」と抵抗し、激しく暴れた旨を述べている。Sは体重100 kg前後の大男だったため、その暴れようから最期の祈り・教誨どころではなくなったが、数分後ないし約50分後に死刑（絞首刑）執行は完了した。

## その他
事件後、被害者Aが通学していた湘南高校は事件の再発防止のため、定時制の生徒714人のうち女子生徒全員（252人）に携帯型防犯ブザーを購入・配布することを決めた。また、同時期には神奈川県内の住宅地・観光地で凶悪な殺人事件が立て続けに発生していたため、『朝日新聞』は1967年1月19日東京夕刊で「飯場労働者の殺人」と題したコラムを掲載し、「犯罪のドーナツ化現象」について言及するとともに、「土木工事など、飯場労務者が婦女暴行・殺人を犯す例は過去にも少なくないが、（本事件は）飯場にはこうした（Sのような）流れ者が巣食っているという世間の見方をここでも裏打ちしたことになる。本事件のような（飯場労働者による）事件が起きると飯場への世間の警戒心は去らない。警察・労働基準監督署などは（飯場の環境を）よく調べる必要があるし、パトロールによる地域の警戒も強化する必要もある」と指摘した。また、『読売新聞』も同年9月3日の朝刊（神奈川県版）で、下記の事件にも言及して「両事件とも現場は藤沢の新興住宅街、犯人は付近の工事現場に住む労務者で、被害者の女子高生は面識のない犯人に突然夜道で襲われた。急速な開発のスピードに（市町村予算による防犯灯の設置など）地域の環境整備が追い付いていない。（後述の事件の犯人が）強盗未遂を含め前科6犯だったように、工事現場やその宿舎が社会の吹き溜まりになりかねない。宿舎の管理者も労務者確認の本名・本籍地を知らないケースも多いが、世間から労務者に冷たい目が向けられないよう、現場責任者による厳しい労務者の管理・指導が望まれる」と述べている。
神奈川県警防犯課も本事件を機に、事件現場を含む藤沢市北部を「防犯重点地区」に指定して防犯灯2,000棟を設置したり、パトロールカーを増備するなどして防犯に力を入れていた。

### 類似事件と量刑
しかし、本事件発生から約8か月後（1967年8月27日）には、本事件の現場から約5 km離れた藤沢市亀井野で、再び帰宅途中の女子高生（16歳）が労務者の男（前科6犯）に襲われて死亡する事件が発生した。同事件も、動機および犯行態様は加害者が夜道で被害者に声をかけたところ、冷淡な反応をされたことに逆上して首を絞め、失神させた上で強姦し、再び首を絞めて死なせるというものだった。また、現場が田畑や山林を開発した新興住宅地で、防犯灯が少なかった（夜は真っ暗になる）場所である点も本事件と共通していた。
同事件の加害者は強姦・殺人・窃盗の罪に問われ、1968年3月28日に検察官（担当検事：宮﨑徹郎）から死刑を求刑された。しかし、横浜地裁（斎藤欽治裁判長）は同年4月25日の判決公判で、「被告人に被害者への殺意は認められない」として、殺人罪ではなく強姦致死罪を適用し、被告人を無期懲役とする判決を言い渡した。また、1971年8月14日に群馬県で発生した女子高生殺害事件でも、前橋地裁桐生支部は被告人に無期懲役判決を言い渡しており、最終的に死刑が確定した本事件でも第一審判決では死刑が回避される結果となった。

なお、1983年（昭和58年）7月には最高裁が連続射殺事件の第一次上告審判決で、死刑適用の可否を判断する基準として「罪質、動機、犯行の態様（殺害の手段方法の執拗さ・残虐さおよび、計画性など）、結果の重大性（特に殺害された被害者の数）などに照らし、罪責が誠に重大で、罪刑の均衡・一般予防の見地からも、極刑がやむを得ないと認められる場合に許される」と判示した（いわゆる「永山基準」）。この判決以降、死刑選択にあたっては殺害された被害者の数が最も重要な要素とされており、殺害された被害者が1人で、被告人に殺人の前科がなく、犯行の計画性も高くない殺人事件の場合、死刑が選択された事例はほとんどない。